# Jagoaza
Jagoaza (llamada oficialmente San Miguel de Xagoaza) es una parroquia y un barrio español del municipio de El Barco de Valdeorras, en la provincia de Orense, Galicia.

## Toponimia
La parroquia también es conocida por el nombre de San Miguel de Jagoaza.

## Organización territorial
La parroquia está formada por dos entidades de población:
- Ferradal
- Jagoaza (Xagoaza)

## Demografía

### Parroquia
| Gráfica de evolución demográfica de Jagoaza (parroquia) entre 2000 y 2022 |
|                                                                           |
| Datos según el nomenclátor publicado por el INE.                          |

### Barrio
| Gráfica de evolución demográfica de Jagoaza (barrio) entre 2000 y 2022 |
|                                                                        |
| Datos según el nomenclátor publicado por el INE.                       |